# Вібраційний захист
Вібраційний захист (рос. вибрационная защита, англ. vibration protection, нім. Vibrationsschutz m) — комплекс заходів, спрямованих на запобігання несприятливому впливу на працюючих вібрації технологічного обладнання. Зокрема включає пневматичні, пружинні, гідравлічні, гумові амортизатори, прокладки, вібропоглинаючі покриття тощо. Індивідуально застосовують віброзахисні рукавиці, взуття, спеціальні рукоятки ручного інструменту та ін.